# خوسيه إغناثيو سولير
خوسيه إغناثيو سولير (بالإسبانية: José Ignacio Soler Bayona)‏ (30 أكتوبر 1967 في إسبانيا - ) هو مدرب كرة قدم ولاعب كرة قدم إسباني في مركز الوسط. لعب مع أتلتيكو مدريد وأوساسونا ونادي إكستريمادورا ونادي إلتشي ونادي بطليوس ونادي أتلتيكو ماربيا ‏.

## وصلات خارجية
- خوسيه إغناثيو سولير على موقع قاعدة بيانات كرة القدم.إي يو (الإنجليزية)